# Open Mobile Alliance
Die Open Mobile Alliance (OMA) ist ein Zusammenschluss führender Dienstleistungs- und Produktanbieter aus dem Bereich Mobilfunk mit dem Ziel, marktfähige, interoperable digitale Dienste zu entwickeln und als Standard weltweit zu etablieren.
Die OMA wurde im Juni 2002 aus den bis dahin autark arbeitenden Organisationen Open Mobile Architecture initiative und WAP Forum gebildet. Seitdem haben sich außerdem die Einzelorganisationen Location Interoperability Forum (LIF), SyncML initiative, MMS Interoperability Group (MMS-IOP), Wireless Village, Mobile Gaming Interoperability Forum (MGIF) und das Mobile Wireless Internet Forum (MWIF) der OMA angeschlossen.
Die Organisation besteht aus etwa 350 Mitgliedern, darunter den wichtigsten Vertretern der gesamten Wertschöpfungskette des Mobilfunksektors sowie benachbarter Industriezweige wie Microsoft, Vodafone, Nokia oder IBM. So soll die Interoperabilität von Geräten, Software und Inhaltsangeboten gesichert werden. Die OMA legt nach eigenen Worten großen Wert auf die Offenheit ihrer Organisation, um einen größtmöglichen Wirkungskreis zu erreichen. Zu den Partnern der OMA gehört z. B. das World Wide Web Consortium. Zugleich vertritt sie die Ansicht, dass nur offene Standards wie bspw. der Digital Rights Management Standard OMA DRM einen fairen Wettstreit der besten Ideen ermöglicht.
Sitz des Instituts ist La Jolla in Kalifornien (USA). Derzeitiger Vorsitzender der Organisation ist Jari Alvinen.
Einige Standards, die von der OMA, beziehungsweise ihren Vorläufern erschaffen wurden:
- OMA DM – Device Management, meist in MDAs und Mobiltelefonen
- OMA DRM – digitales Rechtemanagement, implementiert in fast allen Multimedia-Handys (ca. 460 Modelle)
- WAP (teilweise in Zusammenarbeit mit W3C)
- MMS (in Zusammenarbeit mit 3GPP)
- SyncML
- PoC „Push-to-Talk over Cellular“ ist ein Digitalfunk ähnlicher Dienst über die Infrastruktur der Mobilfunkanbieter, auch als „Push-to-Talk“ oder PTT bekannt
- Instant Messaging and Presence Service (IMPS; früher Wireless Village)
- Secure User Plane Location (SUPL)
- XHTML Mobile Profile
- Rich Communication Services (RCS) (Im Jahr 2012 verabschiedeter Standard zur gleichzeitigen Übertragung von (beliebig langen) Textnachrichten/Chats, IP-Telefonie, Videotelefonie, Dateiübertragung an einen oder mehrere Teilnehmer)